# إرنست دي سارزك

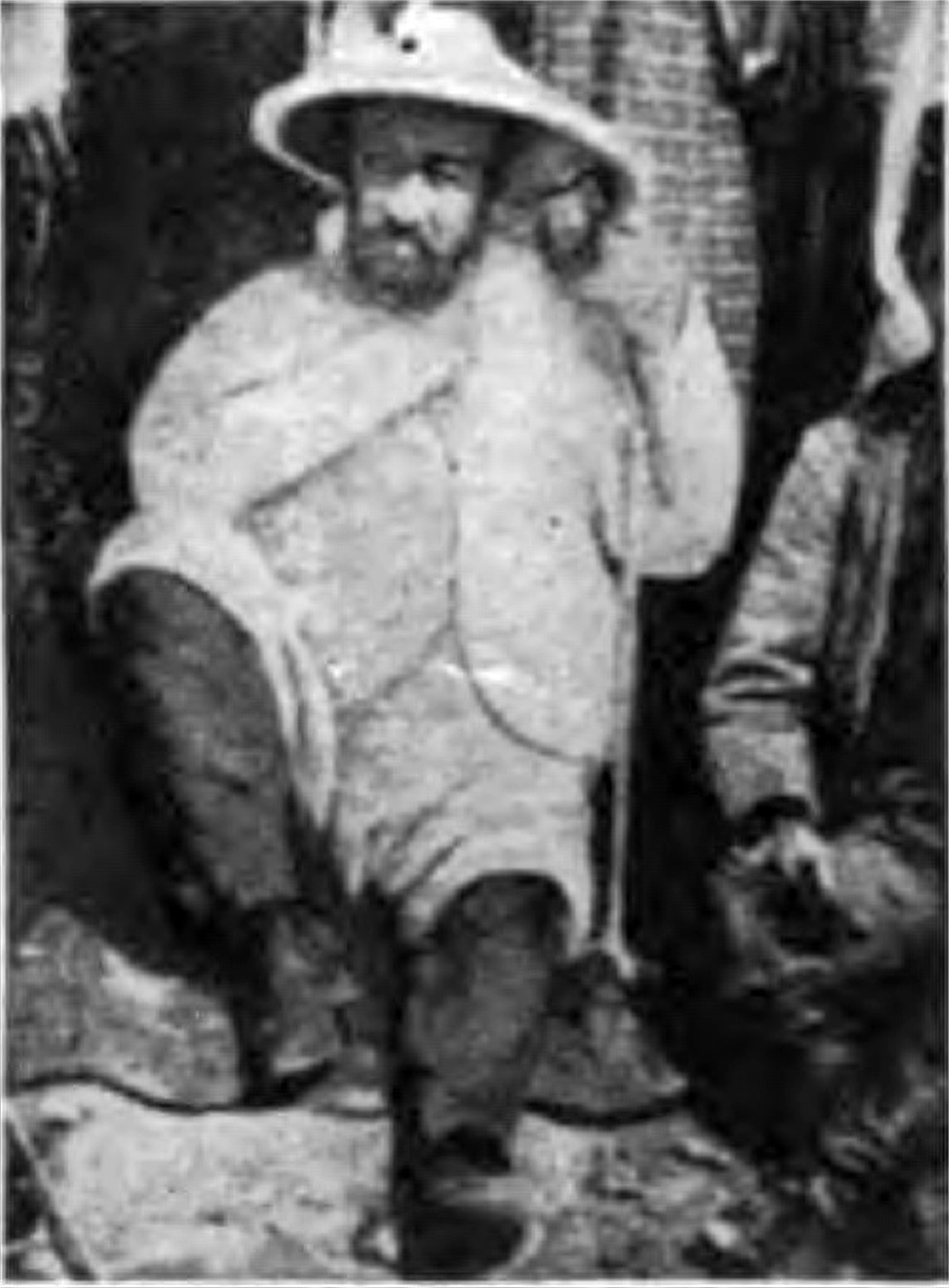
إرنست دي سارزك

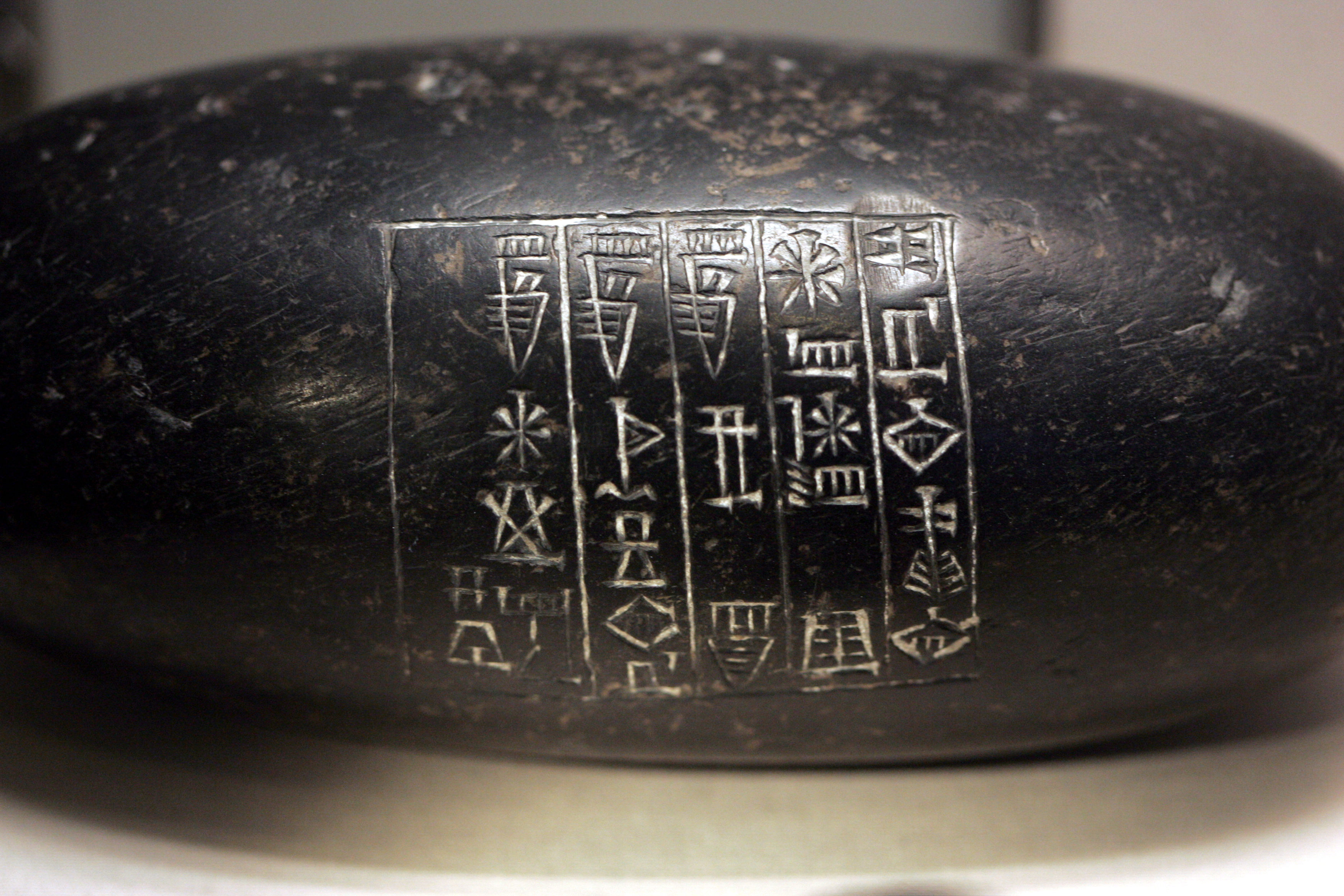
5-مينا الوزن مع اسم شو شين ، ملك سومر و أكد

إرنست جوكوين دي سارزك (بالفرنسية: Ernest de Sarzec)‏ (1832–1901) كان عالم آثار فرنسي، ينسب إليه اكتشاف الحضارة السومرية القديمة. كان في الخدمة الدبلوماسية الفرنسية. فتم نقله إلى البصرة في عام 1872 كنائب للقنصل, أصبح مهتماً بأعمال التنقيب في أور، التي بدأها الدبلوماسي البريطاني جون جورج تايلور.
في عام 1877 ، بدأ بالحفر في جيرسو. وكان الموقع، في العراق الحالي في الأراضي المنخفضة في الدلتا الجنوبية، قد تم لفت انتباهه من قبل التجار المحليين في الآثار. خلال ثمانينات القرن التاسع عشر نجح في العثور على أدلة على عهد كوديا. وتابع العمل على الموقع حتى عام 1901.